# Broon's Bane
Broon's Bane är en låt av det kanadensiska bandet Rush. Den släpptes som den åttonde låten på albumet Exit...Stage Left den 29 oktober 1981.
Det är en kort låt som består av endast gitarristen Alex Lifeson som spelar en klassisk gitarr. Den finns ej med på något annat album som Rush har släppt.